# Poul Reichhardt
Poul David Reichhardt, född 2 februari 1913 i Ganløse, död 31 oktober 1985 i Charlottenlund, var en dansk skådespelare.
Reichhardt mottog 1972 Läkerols kulturpris.
Poul Reichhardt var gift 1955–1962 med den svenska skådespelaren Margareta Fahlén (1918–1978) och därefter med skådespelaren Charlotte Ernst (1939–1973) fram till hennes död 1973. De fick fyra barn tillsammans, däribland skådespelaren Peter Reichhardt.

## Filmografi i urval
- 1938 – Julia jubilerar
- 1942 – Frk. Vildkat
- 1944 – Åtta ackord
- 1947 – Soldaten och Jenny
- 1950 – Min fru är oskyldig
- 1951 – Kvinnan bakom allt
- 1951 – Flyg med i det blå
- 1953 – Far till fyra
- 1955 – Amor i fara
- 1956 – Kärlek i det blå
- 1957 – Ängel i svart
- 1958 – Världens rikaste flicka
- 1961 – Lilla grevinnan
- 1963 – Förälskad i april
- 1967 – Min lillebror och jag
- 1967 – Jeg er sgu min egen
- 1967 – SS Martha
- 1968 – Olsen-banden
- 1970–1977 – Huset på Christianshavn (TV-serie)
- 1971 – Ballade på Christianshavn
- 1972 – Olsenbandets stora kupp
- 1973 – Achilleshælen er mit våben
- 1977 – Terror
- 1978 – Släkten
- 1981 – Olsen-banden over alle bjerge
- 1981 – Matador (TV-serie)